# Bleka dödens minut (film)
Bleka dödens minut (originaltitel: The Princess Bride) är en amerikansk film från 1987 i regi av Rob Reiner. Filmen är baserad på romanen The Princess Bride från 1973 av William Goldman, som också skrev filmens manus.

## Handling
Smörblomma är en ung kvinna som bor på en bondgård. Hon och drängen Westley blir förälskade, men han måste ge sig av ut i världen. Efter en tid får Smörblomma besked om att Westley har blivit dödad av den fruktade piraten Roberts. Av förtvivlan accepterar hon prins Humperdincks frieri.
Hon kidnappas av de tre männen Vizzini, Inigo Montoya och Fezzik. De förföljs av en man i svart som övervinner dem, en efter en, tills han räddat Smörblomma.

## Medverkande (urval)
| Cary Elwes        | – Westley                           |
| Robin Wright      | – Prinsessan Smörblomma (Buttercup) |
| Mandy Patinkin    | – Inigo Montoya                     |
| Chris Sarandon    | – Prins Humperdinck                 |
| Christopher Guest | – Greve Tyrone Rugen                |
| Wallace Shawn     | – Vizzini                           |
| André the Giant   | – Fezzik                            |
| Fred Savage       | – Sonsonen                          |
| Peter Falk        | – Farfadern                         |

## Musik
Musiken till filmen skrevs och producerades av Mark Knopfler, vilken var den person som, enligt regissören Rob Reiner, var den enda som kunde skriva musik för att fånga filmens, för den tiden, annorlunda något sarkastiska romantik. Reiner var sedan tidigare ett fan av Knopfler men kände honom inte privat, och skickade därför manuset till honom för att förhoppningsvis kunna övertyga honom. Knopfler ställde upp på ett villkor; att baseball-kepsen som Rob Reiner använde i filmen Spinal Tap (1984) skulle finnas med någonstans i filmen. En kopia av kepsen kan skymtas i barnbarnets rum. Mark Knopfler förklarade senare att han bara hade skämtat om det med kepsen.
Låten "Storybook Love" är dock skriven av Willy DeVille och producerad till hans eget album Miracle, vilket Knopfler även producerade. Låten var nominerad för en Oscar för bästa sång.

### Låtlista
Alla låtar är komponerade av Mark Knopfler, om inget annat angetts.
1. "Once upon a Time...Storybook Love" – 4:00
2. "I Will Never Love Again" – 3:04
3. "Florin Dance" – 1:32
4. "Morning Ride" – 1:36
5. "The Friends' Song" – 3:02
6. "The Cliffs of Insanity" – 3:18
7. "The Swordfight" – 2:43
8. "Guide My Sword" – 5:11
9. "The Fire Swamp and the Rodents of Unusual Size" – 4:47
10. "Revenge" – 3:51
11. "A Happy Ending" – 1:52
12. "Storybook Love" (Willy DeVille) – 4:24